# Panaphis juglandis
Panaphis juglandis är en insektsart. Panaphis juglandis ingår i släktet Panaphis och familjen långrörsbladlöss. Inga underarter finns listade i Catalogue of Life.